# Kreis Jülich
Der Kreis Jülich war bis zur kommunalen Neugliederung 1972 ein Kreis in Nordrhein-Westfalen, der zum ebenfalls durch das Aachen-Gesetz aufgelösten Regierungsbezirk Aachen gehörte. Die Kreisstadt war das namensgebende Jülich.
Kreiswappen war ein Löwe mit roter Ähre oben rechts.

## Geographie

### Nachbarkreise
Der Kreis Jülich grenzte 1971 im Uhrzeigersinn im Norden beginnend an die Kreise Erkelenz, Bergheim (Erft), Düren und Aachen sowie an den Selfkantkreis Geilenkirchen-Heinsberg.

## Geschichte

Der Kreis Jülich auf einer Karte aus dem Jahr 1905

Entstanden war der Kreis Jülich, nachdem das Linke Rheinufer 1815 im Anschluss an den Wiener Kongress an Preußen gefallen war. Er konstituierte sich am 24. April 1816 unter Landrat Johann Karl von Bülow und gehörte zunächst der Provinz Großherzogtum Niederrhein und von 1822 an der Rheinprovinz an. Der Kreis Jülich war zunächst in die 19 Bürgermeistereien Aldenhoven, Barmen, Coslar, Dürwiß, Ederen, Frey-Aldenhoven, Hambach, Hottorf, Inden, Jülich, Kirchberg, Linnich, Rödingen, Roerdorf, Setterich, Siersdorf, Steinstraß, Titz und Welz gegliedert. Mit der Einführung der Gemeindeordnung für die Rheinprovinz von 1845 wurden die meisten Bürgermeistereien des Kreises in mehrere Gemeinden untergliedert. Linnich erhielt 1864 und Jülich 1867 die Rheinische Städteordnung. Außerdem wurden im Verlauf des 19. Jahrhunderts die Bürgermeistereien Setterich und Steinstraß aufgehoben und die Bürgermeisterei Mersch neu eingerichtet. Im Kreis Jülich bestanden seitdem auf einer Fläche von 318 km² zwei Städte und 47 weitere Gemeinden:
| Bürgermeisterei | Gemeinden                                                                    |
| --------------- | ---------------------------------------------------------------------------- |
| Aldenhoven      | Aldenhoven, Engelsdorf, Langweiler, Niedermerz, Pattern bei Aldenhoven       |
| Barmen          | Barmen, Floßdorf, Merzenhausen                                               |
| Dürwiß          | Dürwiß, Laurenzberg, Lohn                                                    |
| Ederen          | Ederen, Gereonsweiler                                                        |
| Freialdenhoven  | Dürboslar, Freialdenhoven                                                    |
| Hambach         | Hambach, Krauthausen, Selgersdorf, Stetternich                               |
| Hottorf         | Boslar, Gevelsdorf, Hasselsweiler, Hompesch, Hottorf, Müntz, Ralshoven, Tetz |
| Inden           | Inden                                                                        |
| Jülich          | Jülich (Stadt)                                                               |
| Kirchberg       | Altdorf, Kirchberg                                                           |
| Koslar          | Bourheim, Koslar                                                             |
| Linnich         | Linnich (Stadt)                                                              |
| Mersch          | Broich, Güsten, Mersch, Pattern bei Jülich, Welldorf                         |
| Rödingen        | Rödingen, Steinstraß                                                         |
| Roerdorf        | Roerdorf                                                                     |
| Siersdorf       | Bettendorf, Schaufenberg, Schleiden, Setterich, Siersdorf                    |
| Titz            | Titz                                                                         |
| Welz            | Welz                                                                         |

Die Gemeinde Selgersdorf wurde 1916 in die Stadt Jülich eingegliedert. Wie in der gesamten Rheinprovinz wurden seit dem 1. Januar 1928 die Bürgermeistereien des Kreises als Ämter bezeichnet. Die Gemeinde Schaufenberg schied 1932 aus dem Kreis Jülich aus und wurde nach Alsdorf im Landkreis Aachen eingemeindet. Am 1. Januar 1935 wechselte die Gemeinde Setterich aus dem Kreis Jülich in den Kreis Geilenkirchen-Heinsberg. Am 1. April 1936 wechselte das Amt Körrenzig mit den drei Gemeinden Körrenzig, Gevenich und Glimbach aus dem Kreis Erkelenz in den Kreis Jülich. Gleichzeitig verloren drei der kleineren Gemeinden im Kreis Jülich ihre Eigenständigkeit:
- Hompesch wurde in die Gemeinde Müntz eingegliedert.
- Krauthausen wurde in die Stadt Jülich eingegliedert.
- Ralshoven wurde in die Gemeinde Gevelsdorf eingegliedert.

Roerdorf wurde seit 1938 amtlich Rurdorf genannt. Der Kreis Jülich gehörte nach dem Zweiten Weltkrieg seit 1946 zum Land Nordrhein-Westfalen. Einen Großteil der Zeit nach dem Zweiten Weltkrieg war Wilhelm Johnen Landrat des Kreises. Die Ämterstruktur wurde schrittweise vereinfacht, so dass der Kreis 1968 noch sieben Ämter besaß. Im Rahmen der nordrhein-westfälischen Gebietsreform trat zunächst am 1. Juli  das Gesetz zur Neugliederung von Gemeinden des Landkreises Jülich in Kraft:
- Boslar, Ederen, Gereonsweiler, Gevenich, Glimbach, Hottorf, Körrenzig, Rurdorf, Tetz und Welz wurden in die Stadt Linnich eingegliedert.
- Langweiler und Niedermerz wurden zu einer neuen, größeren Gemeinde Niedermerz zusammengeschlossen.
- Gevelsdorf, Hasselsweiler, Müntz und Titz wurden zu einer neuen, größeren Gemeinde Titz zusammengeschlossen.
- Güsten und Welldorf wurden zu einer neuen, größeren Gemeinde Welldorf zusammengeschlossen.
- Das Amt Linnich wurde aufgelöst.

Am 1. Oktober 1969 wurde aus dem Landkreis der Kreis Jülich. Durch das Aachen-Gesetz wurden am 1. Januar 1972 weitere Gemeinden zusammengeschlossen und der Kreis, dem zuletzt noch 31 Städte und Gemeinden angehörten, aufgelöst:
- Bettendorf wurde in die Stadt Alsdorf im Kreis Aachen eingegliedert.
- Dürwiß, Laurenzberg und Lohn wurden in die Stadt Eschweiler im Kreis Aachen eingegliedert.
- Altdorf und Inden gingen in der neuen, größeren Gemeinde Inden auf.
- Niederzier, Hambach und Steinstraß gingen in der neuen, größeren Gemeinde Niederzier auf. Außerdem wurde die ehemalige Gemeinde Krauthausen aus der Stadt Jülich in die Gemeinde Niederzier umgemeindet.
- Kirchberg, Barmen, Bourheim, Broich, Koslar, Merzenhausen, Mersch, Pattern bei Mersch, Stetternich und Welldorf wurden in die Stadt Jülich eingegliedert.
- Aldenhoven, Dürboslar, Freialdenhoven, Niedermerz, Siersdorf, Schleiden, Pattern bei Aldenhoven und Engelsdorf wurden zu einer neuen, größeren Gemeinde Aldenhoven zusammengeschlossen.
- Floßdorf wurde in die Stadt Linnich eingegliedert.
- Titz und Rödingen wurden zu einer neuen, größeren Gemeinde Titz zusammengeschlossen.
- Der Kreis Jülich sowie seine Ämter Aldenhoven, Dürwiß, Inden, Koslar, Stetternich und Titz wurden aufgelöst
- Aldenhoven, Inden, Jülich, Linnich, Niederzier und Titz wurden Teil des neuen Kreises Düren und bilden seitdem dessen Nordteil (näherungsweise nördlich der Bundesautobahn 4 mit Ausnahme der Gemeinde Niederzier).

## Einwohnerentwicklung
| Jahr | Einwohner |
| ---- | --------- |
| 1816 | 29.765    |
| 1825 | 32.518    |
| 1852 | 39.075    |
| 1871 | 41.432    |
| 1880 | 42.007    |
| 1890 | 41.357    |
| 1900 | 42.670    |
| 1910 | 45.954    |
| 1925 | 49.465    |
| 1939 | 51.974    |
| 1950 | 53.784    |
| 1960 | 68.400    |
| 1971 | 78.200    |

## Politik

### Ergebnisse der Kreistagswahlen ab 1946
In der Liste werden nur Parteien und Wählergemeinschaften aufgeführt, die mindestens zwei Prozent der Stimmen bei der jeweiligen Wahl erhalten haben.
Stimmenanteile der Parteien in Prozent
| Jahr   | CDU  | SPD  | FDP  | DUWG | DZP | KPD |
| ------ | ---- | ---- | ---- | ---- | --- | --- |
| 1946   | 65,6 | 25,4 |      |      |     | 6,0 |
| 1948   | 52,1 | 37,8 |      |      | 4,1 | 4,4 |
| 119521 | 48,7 | 32,2 | 11,9 |      | 4,5 | 2,3 |
| 1956   | 51,6 | 35,4 | 07,4 |      | 5,6 |     |
| 1961   | 56,8 | 30,6 | 08,1 | 4,5  |     |     |
| 1964   | 51,8 | 36,7 | 06,7 | 4,8  |     |     |
| 1969   | 54,7 | 39,7 | 05,6 |      |     |     |

Fußnote
1 1952: zusätzlich: FVP: 8,8 %

### Landräte
| Jahre     | Landräte                                 |
| --------- | ---------------------------------------- |
| 1816–1848 | Carl von Bülow                           |
| 1848–1850 | Eberhard von Mylius (auftragsweise)      |
| 1849–1850 | Matthias Claessen (auftragsweise)        |
| 1850–1868 | Philipp von Hilgers der Jüngere          |
| 1868      | Otto Naumann (auftragsweise)             |
| 1868–1871 | Philipp von Hilgers der Jüngere          |
| 1871–1872 | Otto Naumann (auftragsweise)             |
| 1872–1875 | Ludolf von Wenge-Wulffen (auftragsweise) |
| 1875–1880 | Karl von Hollen                          |
| 1880–1892 | Werner von Trott zu Solz                 |
| 1892–1923 | Fritz Vüllers                            |
| 1923–1924 | Peter Fischer                            |
| 1924–1925 | Paul Pomp (vertretungsweise)             |
| 1925–1933 | Joseph Burggraef                         |
| 1933–1945 | Ulrich von Mylius                        |
| 1945      | Matthias Förster                         |
| 1945–1946 | Wilhelm Johnen                           |
| 1946      | Josef Peters                             |
| 1946–1971 | Wilhelm Johnen                           |

### Oberkreisdirektoren
| Jahre     | Oberkreisdirektoren |
| --------- | ------------------- |
| 1946      | Carl Fesenfeld      |
| 1946–1959 | Franz Grobben       |
| 1959–1971 | Gustav Innecken     |

## Gemeinden
Der Kreis umfasste am 30. Juni 1969 die folgenden Gemeinden:
| Gemeinde               | Amt         | eingegliedert in      | eingegliedert am      |
| ---------------------- | ----------- | --------------------- | --------------------- |
| Jülich, Stadt          | amtsfrei    | Jülich                |                       |
| Aldenhoven             | Aldenhoven  | Aldenhoven            |                       |
| Bettendorf             | Aldenhoven  | Alsdorf               | 01.01.1972            |
| Dürboslar              | Aldenhoven  | Aldenhoven            | 01.01.1972            |
| Freialdenhoven         | Aldenhoven  | Aldenhoven            | 01.01.1972            |
| Langweiler             | Aldenhoven  | Niedermerz Aldenhoven | 01.07.1969 01.01.1972 |
| Niedermerz             | Aldenhoven  | Aldenhoven            | 01.01.1972            |
| Schleiden              | Aldenhoven  | Aldenhoven            | 01.01.1972            |
| Siersdorf              | Aldenhoven  | Aldenhoven            | 01.01.1972            |
| Dürwiß                 | Dürwiß      | Eschweiler            | 01.01.1972            |
| Laurenzberg            | Dürwiß      | Eschweiler            | 01.01.1972            |
| Lohn                   | Dürwiß      | Eschweiler            | 01.01.1972            |
| Altdorf                | Inden       | Inden                 | 01.01.1972            |
| Inden                  | Inden       | Inden                 |                       |
| Kirchberg              | Inden       | Jülich                | 01.01.1972            |
| Pattern bei Aldenhoven | Inden       | Aldenhoven            | 01.01.1972            |
| Barmen                 | Koslar      | Jülich                | 01.01.1972            |
| Bourheim               | Koslar      | Jülich                | 01.01.1972            |
| Broich                 | Koslar      | Jülich                | 01.01.1972            |
| Engelsdorf             | Koslar      | Aldenhoven            | 01.01.1972            |
| Floßdorf               | Koslar      | Linnich               | 01.01.1972            |
| Koslar                 | Koslar      | Jülich                | 01.01.1972            |
| Merzenhausen           | Koslar      | Jülich                | 01.01.1972            |
| Boslar                 | Linnich     | Linnich               | 01.07.1969            |
| Ederen                 | Linnich     | Linnich               | 01.07.1969            |
| Gereonsweiler          | Linnich     | Linnich               | 01.07.1969            |
| Gevenich               | Linnich     | Linnich               | 01.07.1969            |
| Glimbach               | Linnich     | Linnich               | 01.07.1969            |
| Hottorf                | Linnich     | Linnich               | 01.07.1969            |
| Körrenzig              | Linnich     | Linnich               | 01.07.1969            |
| Linnich, Stadt         | Linnich     | Linnich               |                       |
| Rurdorf                | Linnich     | Linnich               | 01.07.1969            |
| Tetz                   | Linnich     | Linnich               | 01.07.1969            |
| Welz                   | Linnich     | Linnich               | 01.07.1969            |
| Güsten                 | Stetternich | Welldorf Jülich       | 01.07.1969 01.01.1972 |
| Hambach                | Stetternich | Niederzier            | 01.01.1972            |
| Mersch                 | Stetternich | Jülich                | 01.01.1972            |
| Pattern bei Mersch     | Stetternich | Jülich                | 01.01.1972            |
| Steinstraß             | Stetternich | Niederzier            | 01.01.1972            |
| Stetternich            | Stetternich | Jülich                | 01.01.1972            |
| Welldorf               | Stetternich | Jülich                | 01.01.1972            |
| Gevelsdorf             | Titz        | Titz                  | 01.07.1969            |
| Hasselsweiler          | Titz        | Titz                  | 01.07.1969            |
| Müntz                  | Titz        | Titz                  | 01.07.1969            |
| Rödingen               | Titz        | Titz                  | 01.01.1972            |
| Titz                   | Titz        | Titz                  |                       |

## Kfz-Kennzeichen
Am 1. Juli 1956 wurde dem damaligen Landkreis bei der Einführung der bis heute gültigen Kfz-Kennzeichen das Unterscheidungszeichen JÜL zugewiesen. Es wurde bis zum 31. Dezember 1971 ausgegeben. Seit dem 17. November 2012 ist es aufgrund der Kennzeichenliberalisierung im Kreis Düren erhältlich.